# Éloge du Prophète
L’éloge du Prophète Mahomet est un thème très ancien de la littérature musulmane. Prenant ses sources à la naissance de l’Apôtre lui-même, il se développa particulièrement dans le cadre du soufisme. De très célèbres poèmes consacrés à ce thème portent le nom de Burda.

## Histoire
La poésie arabe, déjà très développée dans la péninsule Arabique avant l’avènement de l’Islam, fut très tôt le lieu privilégié de l’expression de l’amour du prophète Mahomet. De nombreux membres de la famille de celui-ci participèrent à initier cette forme de panégyrique, notamment après sa mort. Voici quelques mots de sa propre fille Fâtima:
« Ah ! Que ne sentez-vous, en le tertre d’Ahmad,
Cet effluve de musc qui, permanent, s’évade ?
Ce malheur qui mon cœur a si fort affligé,
Le jour s’il le vivait, en nuit serait changé ! »
De son vivant, quatre poètes sont connus pour avoir défendu l’honneur du prophète. Il s’agit de Hassân Ibn Thâbit, de Ka‘b Ibn Mâlik, de ‘Abd Allâh Ibn Rawâha et de Ka'b Ibn Zuhayr. On doit à ce dernier - le plus célèbre et talentueux d’entre eux - la fameuse Burda, ou « tunique », un poème qui servira de base à une forme d’éloge imitée jusqu’à nos jours. Voir chapitre suivant.
L’éloge du prophète Mahomet évolua doucement en suivant les mutations de la poésie arabe « profane ». Avec le temps, le prologue galant, jugé malséant, fut souvent remplacé par l’évocation mélancolique de Médine, ville où il est enterré ; et la description du voyage à travers le désert fut remplacée par le pèlerinage vers les lieux saints. Par ailleurs, le passage incontournable de la « jactance » fut souvent remplacé par la « repentance ». Le poème devint ainsi l’occasion d’une exhortation de l’âme.
Le panégyrique arabe était surtout un exercice de cour, c’est donc dans le giron moins vénal des mystiques que l’éloge du Prophète se développa le plus. C’est pourquoi les plus illustres noms jalonnant le parcours de cette forme poétique sont tous, sauf exception, des représentants du soufisme.

## La Burda
Cette forme poétique doit son nom à la Burda, ou tunique, que le Prophète donna à Ka‘b après avoir entendu son éloge, en signe d’approbation. Ce très illustre panégyrique garde dans sa forme absolument toutes les caractéristiques d’un poème de l’époque : on y trouve le prologue galant, le récit de voyage etc. L’éloge du prophète proprement dit s’y résume à quelques vers, dont on retiendra surtout :
« Le messager de Dieu est un sabre acéré,
D’un de ces fers divins de son fourreau tiré ».
Le nom de Burda n’est pas donné à tous les poèmes consacrés à l’éloge du Prophète. Ceux-ci ont des supports très variés. Il est néanmoins le plus connu et il demeure d’usage jusqu’à ce jour : Ahmed Chawqi (1868-1932), le très célèbre poète contemporain, a lui-même écrit un poème portant ce nom. D’ailleurs, la Burda n’est pas une forme à proprement parler, elle est simplement le nom que les poètes donnent à leur poème dans l’espoir de recevoir l’agrément du Prophète, à l'instar de Ka‘b.
La plus célèbre Burda est sans conteste celle de L’imam Al-Busîrî. Selon certaines études, cet éloge n’est rien de moins que le poème le plus récité dans le monde. En effet, du Maroc à la Malaisie, les soufis en font le support de chants à la gloire du Prophète. C’est aussi un texte appris par cœur dans de nombreuses écoles coraniques.
Extrait :
« L’entendement n’aveint sa nature profonde
Et, vaines, les pensées confondent qui le sonde.
[…]
Combien d’enchantement est sa genèse pleine :
Façonné tout de grâce, avenant et amène ;
Tendre comme une fleur noble comme la lune ;
Clément tel l’océan, grave telle la fortune.
Bien qu’unique, on croirait que jamais ne le quittent,
Une imposante armée et une affable suite ;
Comme si demeurait, perle rare qu’il est,
Son absolu secret par deux nacres celé :
La première en son verbe, auguste, impénétrable,
L’autre non moins superbe en son sourire aimable.
Nulle terre ne vaut celle où il gît, hélas.
Ah ! Grand bien fasse à qui la respire et l’embrasse ! »